# FC Mulhouse Portland
FC Mulhouse Portland, anteriormente conhecido como Portland Spartans Futbol Club, é uma agremiação esportiva da cidade de Portland, Oregon  Atualmente disputa a National Premier Soccer League.

## História
Fundado como Portland Spartans Futbol Club, ou simplesmente Spartans FC, a equipe de Portland teve seu nome alterado no dia 20 de fevereiro de 2017, quando a equipe anunciou uma parceria com a equipe francesa FC Mulhouse, recebendo a licença para utilizar o nome da equipe.

## Estatísticas

### Participações
|  | Participações em 2019 |

| Competição     | Competição               | Temporadas | Melhor campanha | Estreia | Última | P | R |
| Estados Unidos | Lamar Hunt U.S. Open Cup | 1          | Estreia (2019)  | 2019    | 2019   |   | – |

## Clubes homônimos
- Football Club Mulhouse - Mulhouse, França